# Windpark Ebnat-Ochsenberg
Der Windpark Ebnat-Ochsenberg ist ein im Sommer 2016 in Betrieb genommener Windpark in Baden-Württemberg mit 14 Windenergieanlagen.
Zum Einsatz kommen Anlagen des Typs Nordex N117/2400:
- Leistung: 2,4 MW
- Turmvariante: Hybridturm (Beton bis 91 m, Rest Stahl)
- Nabenhöhe: 141 m
- Rotordurchmesser 117 m
- Länge Rotorblatt: 58,5 m
- Gewicht Rotorblatt: 10,4 t
- Drehzahl: 7,5…13,2/min

10 Anlagen stehen auf der Gemarkung Ebnat (Aalen) im Ostalbkreis, 4 auf der Gemarkung Großkuchen/Nietheim (Heidenheim an der Brenz) im Landkreis Heidenheim.
Siehe auch → Liste der Windkraftanlagen in Baden-Württemberg